# Особняк Н. С. Мальцова
Особняк Н. С. Мальцова — особняк в стиле неоклассицизма постройки конца XIX века в Симеизе (современный адрес ул. Советская, 1). Ранее санаторий «Москва», сейчас — школа санатория «Симеиз».

## Дом и усадьба Н. С. Мальцова
Дом Николая Сергеевича в стиле неоклассицизма был построен в восточной части имения, в старом парке бывшей усадьбы Потоцкой, в 1895—1896 году по проекту архитектора Котенкова подрядчиком Попандопуло. Поскольку горный склон на участке был довольно крутой, двухэтажное здание («из тяжёлого камня») поставили на высоком цоколе. С южной, приморской, стороны на первом этаже были устроены полукруглые и прямоугольные террасы с колоннами дорического ордера. Сам Николай Сергеевич размещался на первом этаже, где ещё были столовая, буфетная и библиотека, с более 2000-ми книг, множеством журналов и газет и сотнями научных трудов, в основном по астрономии.

Усадьба Николая Сергеевича, образовавшаяся при разделе отцовского имения с братом Иваном Сергеевичем в январе 1909 года, располагалась, в основном, в восточной части имения (часть доставшихся участков земли находилась под скалой Панеа, уже в 1910 году проданные К. П. Коробьину, Н. Н. Богданову, В. М. Кузьменко, С. Л. Лансаре и Ф. Н. Зубкову, дачу так и не построившему). Там же, в западной части, вблизи шоссе Ялта — Севастополь, ещё в 1900 году Н. С. Мальцов построил башню для небольшого телескопа и домик для сторожа — будущая Симеизская обсерватория. Основная, восточная часть усадьбы (граница проходила по оврагу с ручьём у западного края санатория «Симеиз»), представляла собой, в основном, сельхозугодья, при этом «внутри» усадьбы находились самостоятельные имения: швейцарского подданного Боржо в 20 десятин и 4 десятины архитектора К. И. Эшлимана. 18 июля 1914 года Каролина Карловна Эшлиман, дочь архитектора, продала имение Мальцову, а к 1915 году всю свою землю продала также семья Боржо и усадьба приобрела окончательный вид. Общая площадь составляла свыше 89 десятин, из которых почти 8 десятин отвели под парк, виноградников было более 27 десятин, около 1 десятины фруктового сада, более 13 десятин леса, остальная земля представляла собой неудобья. В имении Николай Сергеевич занимался виноградарством и виноделием: построил небольшой винзавод с вырубленными в скале подвалами, один из первых на Южном берегу Крыма и действующий до настоящего времени. Сейчас входит в систему винкомбината «Массандра». При винзаводе построили дом винодела и служащих завода, также на территории имения имелось немало различных флигелей и зданий вспомогательных служб.

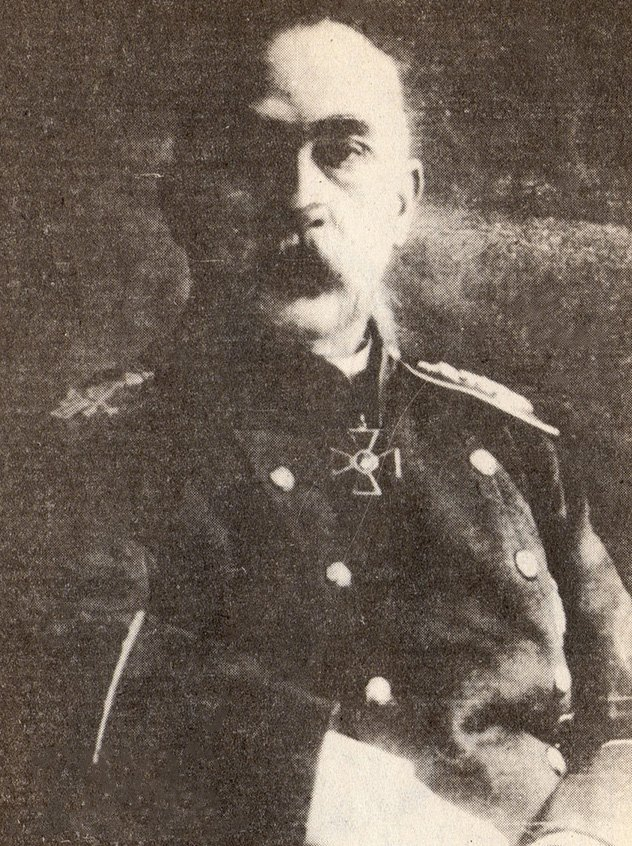
Мальцов, Николай Сергеевич, шталмейстер, 1890-е г.
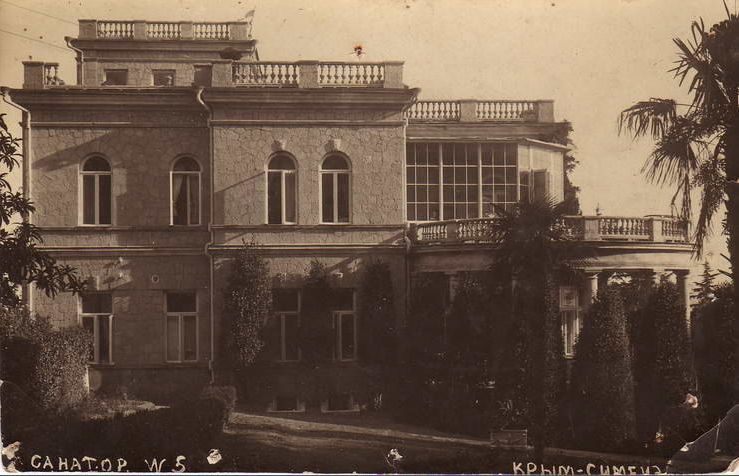
Особняк Мальцова, как санаторий № 5 1930 г.
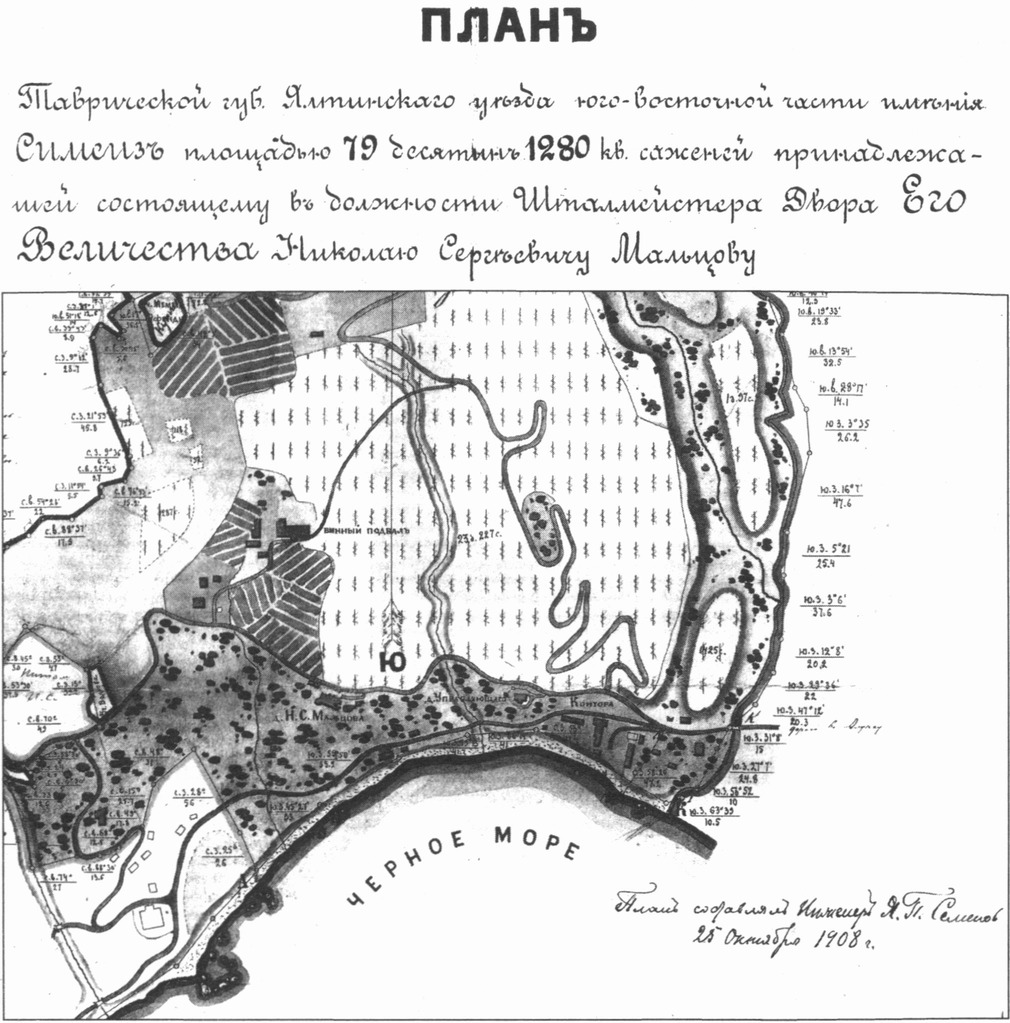
План имения Н. С. Мальцова.
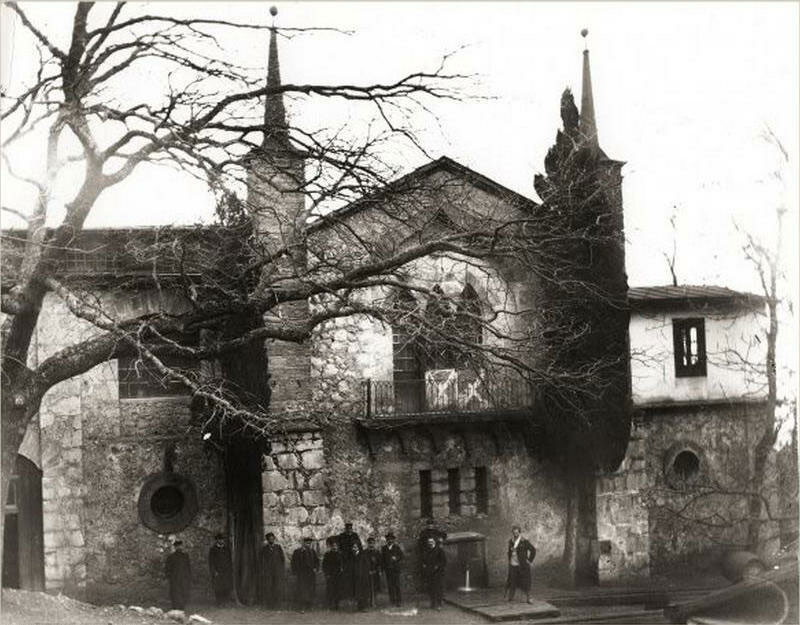
Винзавод Н. С. Мальцова, 1905 г.
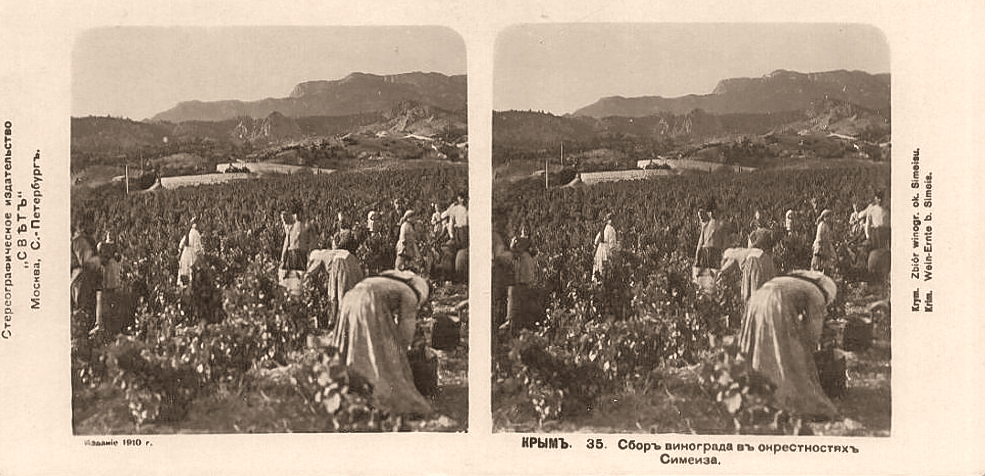
Сбор винограда на плантациях Мальцова,1910 г., стереопара
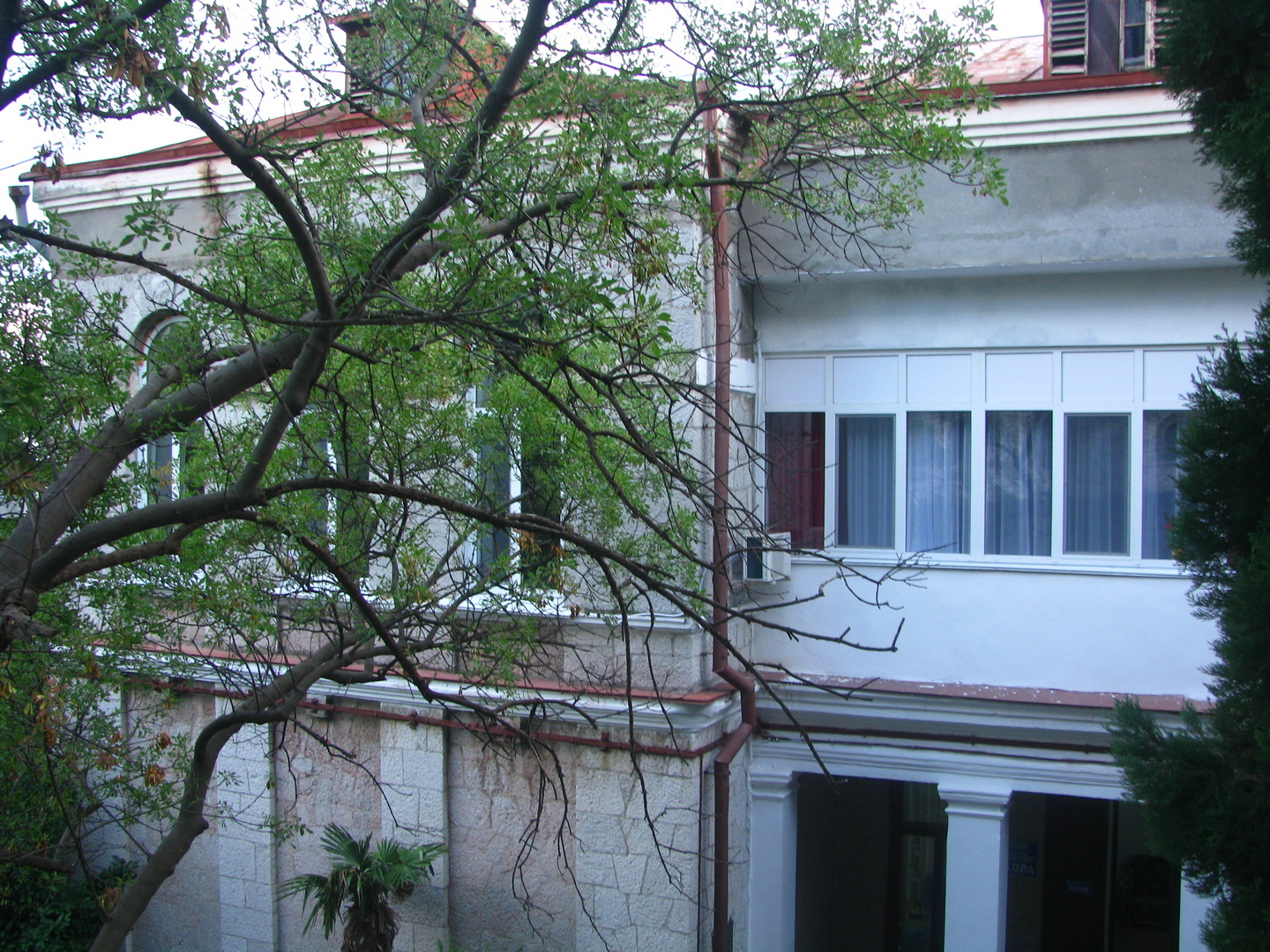
Состояние в 2018 г.

## После революции
Весной 1918 года отряд севастопольских моряков вошёл в Симеиз, начались обыски на дачах: в доме Николая Сергеевича при обыске изъяли коллекцию золотых медалей, орденов, монет, а также большую часть гардероба хозяина, затем имение было объявлено национализированным. В 1919 году Николай Сергеевич Мальцов выехал из Крыма, жил во Франции, продолжая помогать Симеизской обсерватории — переводил деньги и новую научную литературу. Скончался в Ментоне 30 августа 1939 года.
17 ноября 1920 года, в Ялту вступили части 51-й Перекопской стрелковой дивизии. 16 декабря 1920 года приказом председателя Революционного комитета Крыма были изъяты «из частного владения как разных ведомств, так и частных лиц все имения Южного берега Крыма в районе от Судака до Севастополя включительно» и передавались в ведение специально созданного Управления Южсовхоза. Национализированную усадьбу Николай Сергеевича включили в состав Южсовхоза, имущество винзавода было распродано, винзавод сдан в аренду. Производство вина было восстановлено только когда бывшие земли Н. С. Мальцова вошли в состав винкомбината «Массандра». Ныне на винзаводе перерабатывают виноград и изготавливают виноматериалы, в дальнейшем отправляемые на выдержку в подвалы Массандры.
В особняке Н. С. Мальцова организовали «Дом отдыха ЦК железнодорожных транспортников», позже преобразованный в детский санаторий № 5, позднее переименованный в «Москву». В годы войны парк санатория был почти полностью уничтожен отступающими немцами. В самом здании со временем пространство между колоннами террас заложили кирпичом, а над открытой террасой второго этапа была сделана крыша, что заметно изменило облик здания. После организации санатория «Горное солнце», в 1961 году переименованного в им. XXII съезда КПСС, сейчас — санаторий «Симеиз», «Москва» был со временем включён в его состав. В настоящее время в здании располагается школа санатория «Симеиз».